# Сятракасинское сельское поселение
Сятракаси́нское се́льское поселе́ние (чув. Çатракасси ял тăрăхĕ) — муниципальное образование в составе Моргаушского района Чувашской Республики. Административный центр — деревня Сятракасы.

## География
Сятракасинская сельская администрация Моргаушского района расположена в южном направлении в 3 км от районного центра — села Моргауши.

Поселение граничит с Ярабайкасинским, Шатьмапосинским, Юськасинским, Чуманкасинским, Моргаушским, Орининским сельскими поселениями Моргаушского района и Янышским сельским поселением Чебоксарского района.

## Состав поселения
В состав сельской администрации входят 11 населённых пунктов: 
| №  | Населённый пункт | Тип населённого пункта          |
| -- | ---------------- | ------------------------------- |
| 1  | Ирхкасы́          | Деревня                         |
| 2  | Кашма́ши          | Деревня                         |
| 3  | Ото́чево          | Село                            |
| 4  | Синья́л-Ото́чево   | Деревня                         |
| 5  | Синья́л-Хоракасы́  | Деревня                         |
| 6  | Сятракасы́        | Деревня, административный центр |
| 7  | Торинкасы́        | Деревня                         |
| 8  | Хоракасы́         | Выселок                         |
| 9  | Шупо́си           | Деревня                         |
| 10 | Юдеркасы́         | Деревня                         |
| 11 | Ятма́нкино        | Деревня                         |

## Население
| 2010  | 2012  | 2013  | 2014  | 2015  | 2016  | 2017  |
| ----- | ----- | ----- | ----- | ----- | ----- | ----- |
| 2624  | ↘2616 | ↘2570 | ↘2542 | ↘2516 | ↘2442 | ↘2393 |
| 2018  | 2019  | 2020  | 2021  |       |       |       |
| ↘2337 | ↘2301 | ↘2258 | ↘2252 |       |       |       |

По данным Всероссийской переписи населения 2002 года в населённых пунктах поселения проживали 2753 человека, численно преобладающая национальность — чуваши.

## Инфраструктура
- СПК ПЗ «Свобода» (д. Сятракасы)
- СХПК им. К. Иванова (д. Торинкасы)
- ООО «Моргаушкорм» (д. Кашмаши)
- МДОУ «Березка» (д. Сятракасы)
- Кашмашский фельдшерский пункт (д. Кашмаши)
- Сятракасинский фельдшерский пункт (д. Сятракасы)
- Кашмашская сельская библиотека (д. Кашмаши)
- Кашмашский СДК (д. Кашмаши)
- Ятманкинский СДК (д. Ятманкино)